# مهوش صبرکن
مهوش صبرکُن (زادهٔ ۱۶ خرداد ۱۳۳۹ در شیراز) بازیگر تئاتر، سینما و تلویزیون اهل ایران است.
وی تحصیل‌کرده مقطع دیپلم تجربی می‌باشد که از سال ۱۳۴۹ فعالیت خود را با تئاتر آغاز کرد، وی همسر محمود پاک‌نیت بازیگر سینما و تلویزیون است. از جمله آثاری که او در آن نقش ایفا کرده‌است مجموعه‌های پس از باران (۱۳۷۹) و پشت کوه‌های بلند (۱۳۹۱) است.

## آثار

### سینما
- عطر داغ (۱۳۹۷)
- زیباتر از زندگی (۱۳۹۰)
- زمهریر (۱۳۸۸)
- جای او دیگر خالی نیست (۱۳۸۴)
- فرستاده (۱۳۸۱)
- صنوبر (فیلم) (۱۳۸۰)
- غزال (فیلم) (۱۳۷۴)
- در مسیر تندباد (۱۳۶۷)
- گشتی‌ها (۱۳۶۵)
- تشریفات (۱۳۶۴)
- نشانه (۱۳۵۶)

### مجموعه تلویزیونی
| سال  | نام سریال           | کارگردان                                       | توضیحات                         |
| ---- | ------------------- | ---------------------------------------------- | ------------------------------- |
| ۱۳۵۷ | دیروز، امروز ، فردا | ابوالقاسم پورشکیبا                             |                                 |
| ۱۳۵۸ | اچی مچی             | مهدی فقیه                                      | عروسک گردان                     |
| ۱۳۶۳ | درخت نارنج          | مجید افشاریان                                  |                                 |
| ۱۳۶۵ | بهار بود و تو بودی  | مجید افشاریان                                  |                                 |
| ۱۳۷۲ | گل اومد بهار اومد   | علی روئین‌تن                                    |                                 |
| ۱۳۷۴ | آخرین بازمانده      | مهدی قاسمی                                     | شبکه ۲                          |
| ۱۳۷۶ | کهنه‌سوار            | اکبر خواجویی                                   | شبکه ۳ ۲۳ قسمت                  |
| ۱۳۷۶ | فردا دیر است        | حسن فتحی                                       | شبکه ۳ ۲۶ قسمت                  |
| ۱۳۷۷ | کارآگاه کوچولو      | حمیدرضا حافظی                                  | شبکه ۱ و شبکه جام جم            |
| ۱۳۷۷ | باغ کوچک بی‌بی گل    | مهدی قاسمی                                     | شبکه ۱                          |
| ۱۳۷۷ | بگذار آفتاب برآید   | حسین مختاری                                    | شبکه ۳ ۲۶ قسمت                  |
| ۱۳۷۸ | پس از باران         | سعید سلطانی                                    | شبکه ۳ ۳۷ قسمت                  |
| ۱۳۷۸ | روشن‌تر از خاموشی    | حسن فتحی                                       | شبکه ۱ ۳۵ قسمت                  |
| ۱۳۷۹ | چای قندپهلو         | ناصر هاشمی                                     | شبکه ۲                          |
| ۱۳۸۰ | جوانی               | سعید سلطانی                                    | شبکه ۳ ۲۶ قسمت                  |
| ۱۳۸۰ | سیب ترش             | خسرو معصومی                                    | شبکه ۲ ۱۳ قسمت                  |
| ۱۳۸۰ | لحظه قاصدک          | ایرج حبشی                                      | شبکه ۲ ۱۷ قسمت                  |
| ۱۳۸۱ | فرستاده             | جواد شمقدری                                    | شبکه ۲ ۱۲ قسمت                  |
| ۱۳۸۱ | یک خانه همسفر       | سپهر محمدی                                     | شبکه تهران ۱۰ قسمت              |
| ۱۳۸۲ | خانه‌ای در تاریکی    | سعید سلطانی                                    | شبکه ۳ ۳۰ قسمت                  |
| ۱۳۸۳ | رسم شیدایی          | اکبر خواجویی                                   | شبکه ۲ ۴۰ قسمت                  |
| ۱۳۸۵ | روزگار خوش حبیب آقا | سعید آقاخانی                                   | شبکه ۱ ۱۵ قسمت پخش در نوروز ۸۶  |
| ۱۳۸۶ | پریدخت              | سامان مقدم                                     | شبکه ۲ ۱۱ قسمت                  |
| ۱۳۸۷ | ترمه                | بهروز خلجی                                     | شبکه ۲ ۱۳ قسمت                  |
| ۱۳۸۷ | شب می‌گذرد           | راما قویدل                                     | شبکه تهران ۲۰ قسمت              |
| ۱۳۸۷ | یوسف پیامبر         | فرج‌الله سلحشور                                 | شبکه ۱ ۴۵ قسمت در نقش کاریماما  |
| ۱۳۸۸ | پنجمین خورشید       | علیرضا افخمی                                   | شبکه ۳ ۲۶ قسمت پخش در ماه رمضان |
| ۱۳۸۸ | حلقه شانس           | محمدرضا ممتاز                                  | شبکه شما ۱۳ قسمت                |
| ۱۳۸۹ | جراحت               | محمدمهدی عسگرپور                               | شبکه ۳ ۳۰ قسمت پخش در ماه رمضان |
| ۱۳۹۰ | پشت کوه‌های بلند     | امرالله احمدجو                                 | شبکه ۳ ۵۰ قسمت                  |
| ۱۳۹۱ | خاطرات مرد ناتمام   | صادق کرمیار                                    | شبکه ۱ ۲۶ قسمت                  |
| ۱۳۹۲ | یادآوری             | حجت قاسم‌زاده اصل                               | شبکه آی فیلم ۴۱ قسمت            |
| ۱۳۹۵ | پرستاران (فصل اول)  | علیرضا افخمی شهرام شاه‌حسینی                    | شبکه ۱ بازیگر مهمان             |
| ۱۳۹۵ | چرخ فلک             | عزیزالله حمیدنژاد بهرام عظیم پوراحسان عبدی پور | شبکه ۱ ۲۸ قسمت                  |
| ۱۳۹۸ | بوی باران           | محمود معظمی                                    | شبکه ۱ ۶۰ قسمت                  |
| ۱۳۹۸ | آچمز                | مهرداد خوشبخت                                  | شبکه ۳ ۳۰ قسمت                  |
| ۱۳۹۹ | دخترم نرگس          | باقر پیران                                     | شبکه ۱ ۲۷ قسمت                  |

### نمایش خانگی
1. رقص روی شیشه (مهدی گلستانه، ۱۳۹۷)

### تله‌تئاتر
- "امشب باید بروم (۱۳۷۲ علی روئین‌تن)
- "دکتر کنوک (۱۳۸۱ احمد سپاسدار)

### تله‌فیلم
- "پرواز (۱۳۷۶ مهرداد خوشبخت)
- "فالگیر (۱۳۷۹ راست‌گفتار)
- "شاید رسیده باشی (۱۳۸۶ آهنج)
- "ابی سی دی (۱۳۸۶ درمنش)
- "غافل (۱۳۸۸ منوچهر هادی)

### نمایش
- عروسکی "ماهی سیاه کوچولو (ناصر عدلو) ۱۳۵۴
- شاتره (مجید افشاریان) ۱۳۵۶
- از ما بهترون (اسماعیل پیمان) ۱۳۵۶
- ابوذر (مجید افشاریان) ۱۳۵۸
- عروسک‌گردانی در نمایش عروسکی"اچی مچی (مهدی فقیه) ۱۳۵۸
- عروسکی"پسرک چشم آبی (محمود پاک‌نیت) ۱۳۵۸
- سلمون کره شعبون کره (محمود پاک‌نیت) ۱۳۵۹
- نمایش عروسکی"شیر و انسان (محمود پاک‌نیت"- ۱۳۵۹
- ابراهیم (قاسم پورشکیبای) ۱۳۶۲
- عروسکی"سلمون کره و شعبون کره (محمود پاک‌نیت) ۱۳۶۴
- پاندوراً (رزاقی) ۱۳۶۶
- آرمون (مجید افشاریان) ۱۳۶۷
- فانوس دریایی (اسد زارع) ۱۳۶۹
- عروسکی "به دنبال قلک (- ۱۳۷۰
- کلاغ (محمود پاک‌نیت) ۱۳۶۵
- گربه‌های شیپورزن (قاسم امین بیطرف)۱۳۶۹
- امشب باید بروم (علی روئین‌تن)۱۳۷۲

## جوایز
- جایزه اول بازیگری برای نمایش «کلاغ»، جشنواره زاهدان؛ ۱۳۶۵
- جایزه اول بازیگری برای نمایش «آرمون»، جشنواره فجر؛ ۱۳۶۷
- جایزه اول بازیگری برای نمایش «امشب باید بروم»، جشنواره فجر؛ ۱۳۷۲